# Марсі Роадс/Д'арсі
Марсі Роадс (англ. Marcy Rhoades; пізніше Д'Арсі (англ. D'Arcy)) — персонаж американського телесеріалу «Одружені … та з дітьми», сусідка родини Банді. Її роль виконує Аманда Бірс.
Марсі — феміністка і Ел Банді часто дражнить її через її маленькі груди, а також часто називає її квочкою. У пізніх сезонах Марсі часто плутають з чоловіком через її коротку зачіску. Також Марсі політично коректна та бореться за права вагітних або гладких жінок. Але з іншого боку, у неї часто виникають садистські думки до людей, які коли-небудь її ображали. До другого сезону Марсі працювала у "Головому банку Чикаго", а пізніше отримала роботу у "Національному банку Кіото". Першим чоловіком Марсі був Стівен Бартоломью Роадс. Стів завжди розривався між гарним впливом Марсі та поганим впливом Ела. У другому сезоні Стів разом з Марсі отримує роботу банкіра у "Національному банку Кіото", але пізніше втрачає роботу та залишає Марсі у четвертому сезоні. У п'ятому сезоні Марсі виходить за Джефферсона Мілгауса Д'арсі. Він бабій, який цілі дні просиджує вдома. Лише іноді він отримує гроші, провертаючи афери. Джефферсон був агентом ЦРУ і до зустрічі з Марсі Джефферсон сидів у в'язниці. Про розлучення Марсі зі Стівом ніколи не згадувалось, але Стів з'являвся у серіалі ще чотири рази після їхнього розлучення. Але видно, що Марсі все-ще кохає Стіва. На відміну від родини Банді, у Роадсів та Д'арсі завжди є гроші, вони водять розкішні німецькі машини і часто займаються сексом.

## Цікаві факти
- Роадси та Д'арсі живуть на Джеопарді Лейн 9766. Будинок був придбаний Марсі.
- У дитинстві у неї були дві собачки, Уілкамс та Честер.
- У її матері було троє чоловіків. Усі вони покінчили з життям самогубством.
- Сестра Марсі — психолог.
- Аманда Бірс, яка виконує роль Марсі, була режисером тридцяти серій серіалу.